# Necropola de la Valea Seacă
Necropola de la Valea Seacă reprezintă o necropolă de inhumație din Epoca bronzului mijlociu declarată monument istoric cu cod LMI BC-I-s-B-00752, fiind situată în arealul administrativ al comunei Valea Seacă din județul Bacău.
Necropola de inhumație este o necropolă plană, fiind actual situată pe teritoriul satului Cucova la 300 m de șoseaua E85 (350 de m după o altă sursă) și la 1,8 km de malul drept al Siretului, pe un teren plan situat aproximativ la 500 m nord de dealul Titelca, teren care astăzi se numește „La Țintirim”. Aparține de Cultura Monteoru, fazele Ic2-Ic3. De altfel, este posibil ca mormintele descoperite în acest loc (altădată o fostă vatră a satului Valea Seacă), să constituie necropola așezării de pe dealul Titelca.